# Frank Eitemüller
Frank Eitemüller (* 7. Oktober 1956 in Aue) ist ein ehemaliger deutscher Fußballspieler.
Aufgewachsen in der erzgebirgischen Gemeinde Markersbach, wo er von 1963 bis 1971 in den Kinder- und Jugendmannschaften des BSG Motor Markersbach trainierte und spielte, wechselte er 1971 an die Kinder- und Jugendsportschule Karl-Marx-Stadt. Von 1971 bis 1975 spielte er im Jugend- und Juniorenbereich; er gehörte der DDR-Juniorenauswahl an, bei der er 13 Spieleinsätze unter anderem im UEFA-Juniorenturnier erhielt. Sein erstes Spiel in der DDR-Oberliga bestritt er 1974 bei der Partie zwischen dem FC Karl-Marx-Stadt und Chemie Leipzig. Der Mittelfeldspieler gehörte zwischen 1975 und 1986 zum Oberligakader des FC Karl-Marx-Stadt. Insgesamt bestritt er in der Oberliga 178 Pflichtspiele, in denen er 12 Tore erzielte. Im FDGB-Pokal kam er für die Himmelblauen insgesamt neunzehnmal, im UEFA Intertoto Cup fünfmal zum Einsatz. Im Finalspiel um den FDGB-Pokal 1982/83, in dem der FC Karl-Marx-Stadt dem 1. FC Magdeburg 0:4 unterlag, stand er bis zur 46. Minute in der Aufstellung des FCK.
Seine Karriere beendete er 1991 beim Chemnitzer SV 51 Heckert, bei dem er seit 1986 gespielt hatte. 1988 gelang ihm mit dem VfB-Vorgänger Motor Fritz Heckert Karl-Marx-Stadt noch einmal die kurzzeitige Rückkehr zur zweitklassigen DDR-Liga.